# Emma av Provence
Emma av Provence, död 1062, var grevinna av Toulouse som gift med Vilhelm III av Toulouse. Hon var titulärmarkgrevinna av Provence mellan 1037 och 1062. 
Hon var dotter till Rotboald III av Provence och Ermengarde. Hon ärvde titeln av sin bror Guillaume III år 1037. Hon gifte sig med Vilhelm III av Toulouse. Huset Toulouse övertog därmed markgrevetiteln över Provence. Provence fortsatte dock att pi praktiken regeras av grevarna av Provence, medan titeln markgreve av Provence enbart blev en titel som ärvdes inom Emmas familj. 
Emma och Guillaume III av Toulouse, fick fyra barn:
- Pons, som ärvde faderns grevetitel, greve av Toulouse
- Bertrand, som efterträdde brodern Pons i Toulouse (1060) och sin mor i Provence (1063)
- Ildegarda Elisa, gift med Folque-Bertrand I av Provence
- Rangarda, gift med Peter Raymond av Carcassonne